# Svovllever
Svovllever (latin hepar sulphuris) er en forbindelse af svovl og et alkalimetal. Det kan f.eks. være en blanding af kaliumsulfid og kaliumthiosulfat. Opløst i vand, evt. med tilsætning af hjortetaksalt, benyttes det til sværtning af sølv (sølvsulfid er sort), ukorrekt kaldet oxydering, ved fremstilling af smykker og andre prydgenstande. Typisk vil kun fordybninger i genstanden være sværtede, mens resten fremstår som blankt sølv efter polering. Stoffet er ætsende og lugter af svovlbrinte. Svovllever kan også benyttes til at patinere genstande af kobber, bronze og messing; farverne er dog anderledes.